# Rising Sun (Maryland)
Rising Sun es un pueblo ubicado en el condado de Cecil en el estado estadounidense de Maryland. En el año 2010 tenía una población de 2781 habitantes y una densidad poblacional de 1.158,75 personas por km².

## Geografía
Rising Sun se encuentra ubicado en las coordenadas 39°41′58″N 76°3′47″O / 39.69944, -76.06306.

## Demografía
Según la Oficina del Censo en 2000 los ingresos medios por hogar en la localidad eran de $57.969 y los ingresos medios por familia eran $71.903. Los hombres tenían unos ingresos medios de $55.350 frente a los $37.391 para las mujeres. La renta per cápita para la localidad era de $27,419. Alrededor del 9,3% de la población estaba por debajo del umbral de pobreza.